# Take Your Time (Sam Hunt)
Take Your Time è un singolo del cantante country statunitense Sam Hunt. Esso è stato distribuito nel novembre del 2014 come secondo singolo estratto dall'album di debutto di Hunt, Montevallo.

## Successo commerciale
La canzone ha rapidamente raggiunto la posizione numero 1 nella classifica Hot Country Songs, mantenendo la posizione per 17 settimane. Ha inoltre raggiunto la posizione #20 nella Billboard Hot 100, e ha venduto più di 2 000 000 copie negli Stati Uniti.
In Italia il brano ha fatto la sua entrata in classifica nel gennaio 2016.

## Classifiche

### Classifiche settimanali
| Classifica (2014-16) | Posizione massima |
| -------------------- | ----------------- |
| Belgio (Fiandre)     | 21                |
| Canada               | 28                |
| Italia               | 13                |
| Libano               | 9                 |
| Paesi Bassi          | 10                |
| Repubblica Ceca      | 71                |
| Slovacchia           | 67                |
| Stati Uniti          | 20                |

### Classifiche di fine anno
| Classifica (2015) | Posizione |
| ----------------- | --------- |
| Canada            | 33        |
| Paesi Bassi       | 75        |
| Stati Uniti       | 45        |
| Classifica (2016) | Posizione |
| Italia            | 57        |